# مسابقه مرگ ۲
مسابقه مرگ ۲ (به انگلیسی: Death Race 2) یک فیلم ویدئویی آمریکایی در ژانر اکشن، علمی-تخیلی و دلهره‌آور محصول سال ۲۰۱۱ میلادی، به کارگردانی رول رین است. فیلم مسابقه مرگ پیش‌درآمدی بر این اثر می‌باشد.
در این فیلم ستارگانی همچون لوک گاس، شان بین، لورن کوهن ایفای نقش کرده‌اند.
این فیلم اولین بار در تاریخ ۷ دسامبر ۲۰۱۱ میلادی، در ایالات متحده به نمایش درآمد.

## داستان
یک راننده حرفه ای به پیشنهاد دوستش در سرقت از بانک به او کمک می‌کنند و برای نجات جان دوستان خود در موقع سرقت تلاش می‌کنند و در آخر خود او دست‌گیر می‌شود و به زندان می‌افتد اما نه در یک زندان معمولی زندانی که تمام خلاف کاران بزرگ و ادم کش‌ها در ان هستند و یک سری افراد برای خوش گذرانی خود در آنجا مسابقات برگزار می‌کند و با جان زندانیان خشم گین و خون‌خوار بازی می‌کنند …